# Gabelstück
Das Gabelstück, auch Deichselstück, ist in der Heraldik eine gemeine Figur, oder wenn es den Schildrand berührt, ein Heroldsbild. Es ist eine besondere Form der Deichsel. Das Besondere ist die vollflächige Ausfüllung in einer Tinktur zwischen den schrägen Teilelementen, wie das übrige Heroldsbild. Wird eine andere Tinktur von der Schild- oder Feldfarbe abweichend zwischen den schrägen Elementen verwendet, ist es eine gefüllte Deichsel.
Ist es im Wappen gestürzt, dann wird es zum Göpelstück. Hier können alle vorherigen Formen zutreffen und haben immer den Vorsatz „Göpel“.
Ist der Pfahlteil vom Schildhaupt bis Schildfuß durchgehend, so wird es als Pfahldeichsel und die gestürzte Form mit Pfahlgöpel beschrieben. Bedingung ist die einheitliche trennlinienfreie Tingierung der gesamten Figur.

## Beispiele

Gabelstück
gefüllte Gabel (hier mit Rot)
Gefüllter Göpel (hier mit Rot)
In Blau ein weißes Göpelstück
Pfahldeichsel